# Yuriy Prokhorenko
Pour les articles homonymes, voir Prokhorenko.
Yuriy Prokhorenko (en ukrainien : Юрій Прохоренко ; en français : Iouriï Prokhorenko), né le 9 mars 1951 à Kirovohrad, en RSS d'Ukraine (Union soviétique), est un athlète soviétique puis ukrainien, spécialiste du saut à la perche.

## Biographie
Concourant sous les couleurs de l'URSS, il remporte le titre des Championnats d'Europe en salle de 1976 en franchissant une barre à 5,45 m. Il devance le Finlandais Antti Kalliomäki et l'Italien Renato Dionisi .
Son record personnel en plein air, établi le 21 juin 1980 à Leningrad, est de 5,60 m.

### Palmarès
| Date | Compétition                    | Lieu     | Résultat | Marque |
| ---- | ------------------------------ | -------- | -------- | ------ |
| 1976 | Championnats d'Europe en salle | Munich   | 1er      | 5,45 m |
| 1976 | Jeux olympiques                | Montréal | 10e      | 5,25 m |

### Records
| Épreuve          | Épreuve   | Performance | Lieu      | Date           |
| ---------------- | --------- | ----------- | --------- | -------------- |
| Saut à la perche | Plein air | 5,60 m      | Leningrad | 21 juin 1980   |
| Saut à la perche | Salle     | 5,60 m      | Moscou    | 6 juillet 1980 |